# 津田インターチェンジ
津田インターチェンジ（つだインターチェンジ）は、島根県松江市にある松江だんだん道路のインターチェンジである。
西尾・川津方面側出入口のみのハーフインターチェンジとなっている。

## 歴史
- 2012年3月24日 : 西尾IC - 松江JCT間開通に伴い供用開始

## 道路
- 松江だんだん道路 （1番）

## 接続する道路
- 国道9号
- 国道180号  (国道9号と重複)

## 隣
松江だんだん道路
(2)西尾IC - (1)津田IC - (23-1)松江JCT